# 文車館來訪記
《文車館來訪記》，是由日本漫畫家冬目景創作的漫畫，於1998年至2000年間在講談社旗下雜誌《Morning新Magnum增刊》不定期全彩連載，劇情大多一話完結，單行本全1冊。後在同社雜誌《月刊Afternoon》的2004年12月號發表番外篇。

## 出版書籍
前7話收錄於冬目景畫集《百景》當中，後連同番外篇集結成一冊單行本。
| 集數 | 講談社         | 講談社             |
| 集數 | 發售日期       | ISBN               |
| ---- | -------------- | ------------------ |
| 全   | 2004年11月22日 | ISBN 4-06-338007-6 |